# (85389) Rosenauer
(85389) Rosenauer (1996 QE1) – planetoida z pasa głównego asteroid okrążająca Słońce w ciągu 4,34 lat w średniej odległości 2,66 j.a. Odkryta 22 sierpnia 1996 roku.